# عبد الفتاح حرحور
اللواء أركان حرب السيد عبد الفتاح سالم حرحور عسكري مصري, من مواليد 1 يناير 1950 شغل سابقًا منصب محافظ شمال سيناء. وهو متزوج ولديه ولد وبنت.

## التأهيل العسكري
- دورة كبار القادة.
- زمالة كلية الحـرب العليا.
- ماجستير العلوم العسكرية.
- بكالوريوس علوم عسكرية.

## حياته المهنية
- محافظ شمال سيناء في 4 سبتمبر 2012.
- مستشار مدير أكاديمية ناصر العسكرية العليا للشئون التعليمية.
- مدير الشرطة العسكرية.
- قائد وحدات المظلات.
- ملحق دفاع بالمملكة الإسبانية.

## الأوسمة والأنواط والميداليات
- نوط الواجب العسكري من الطبقة الأولى.
- ميدالية الخدمة الطويلة والقدوة الحسنة عام 1998
- نوط الخدمة الممتازة عام 2007